# Észtország zászlaja
Észtország zászlaja Észtország egyik nemzeti jelképe.

## Története
Az észtek által sinimustvalge (ez észtül a három színre utal:kék-fekete-fehér) néven emlegetett nemzeti lobogót először hivatalosan 1918. november 21-én fogadták el.
A ma hivatalos, nemzeti lobogó a 19. század vége óta a szabadság és függetlenség eszméjének a szimbóluma Észtországban. A szabadság elveit, mint akkoriban szinte mindenhol Európában a fiatalság vette a legkomolyabban. Így talán nem is csoda, hogy az ország egyik legrégebbi egyetemén, az 1632-ben alapított Tartui Egyetemen jelent meg először mai formájában a lobogó. A trikolórt az egyetemisták diákszövetsége (a Vironia) alkotta meg, és a színeket az észt nemzet legfontosabb értékeivel telítették. Az egyetemi lobogót 1884. június 4-én fel is szentelték, ami akkoriban a legmagasabb elismerésnek számított.

A szabadságharcok folyamán a felkelők mindig ez alatt a lobogó alatt vonultak, és végül 1918. február 24-én, a függetlenség kiharcolásának napján egyértelműen ezt a lobogót választották a nemzet jelképének. A parlament ugyanazon év november 21-én hivatalosan is Észtország zászlajává tette a trikolórt. 1940 júniusában a szovjet invázió idején ugyan névleg független volt az állam, mégis száműzték a zászlót a Pikk Hermann bástya csúcsáról, amely az észt országgyűlés és a nép legfőbb jelképei közé tartozik. 1941-ben a németek foglalták el az országot, és egészen 1944-ig nem is hagyták el azt. A nemzeti zászló ekkor csak az észt nemzetiség zászlaja lehetett, de nem nemzeti zászló. A második világháború vége felé újra a szovjetek foglalták el az országot, és 1944 után lassan a vörös zászló váltotta fel a trikolórt. 

Az Észt SZSZK első zászlaja

1953-ban a Szovjetunió részeként Észtország újabb zászlót fogadott el hivatalosan tagköztársasági lobogójaként.

Az Észt SZSZK második zászlaja

 A régi zászló egészen a peresztrojka idejéig rejtve maradt, majd végre 1989. február 24-én újra megjelenhetett a tallinni Pikk Hermann tetején. A függetlenséget később vér nélkül kiharcoló Észtország parlamentje végül 1990. augusztus 7-én törvénybe foglalta az észt nemzeti zászlót, amely megegyezik a második világháború előttivel.
Június 4-e, az észt zászló napja nemzeti ünnep Észtországban.

## Leírása
- Három egyenlő vízszintes sávból áll, amelyek felülről lefelé rendre kék, fekete és fehér színűek.
- A kék szín az ország feletti eget, az észt tavakat és a Balti-tengert szimbolizálták, de a kék a nemzet eltökéltségét is jelentette a szabadság felé. A fekete szín már többféle értelmet is hordoz magában. Leginkább az észt földre utal, de kapcsolatban van az észt történelem viharos és sötét századaival is. Az ország földművesei is jellegzetes fekete kabátot viseltek. A fehér szín a havat, a nyírfaerdőket jelképezi, és utal a nyári fehér estékre is, amikor a nap nem megy le az észt horizontról. Emellett a fehér elvontan az ország népének a boldogságra és világosságra való vágyát is kifejezi.

## Külső hivatkozások
- Észtország zászlaja a Világ zászlói (Flags of the World) weboldalon